# Рогуді
Рогуді, Роґуді (італ. Roghudi, сиц. Roghudi) — муніципалітет в Італії, у регіоні Калабрія,  метрополійне місто Реджо-Калабрія‎.
Рогуді розташоване на відстані близько 520 км на південний схід від Рима, 115 км на південний захід від Катандзаро, 24 км на схід від Реджо-Калабрії.
Населення — 1137 осіб (2014).
Щорічний фестиваль відбувається 2 липня. Покровитель — Madonna delle Grazie.

## Демографія
Населення за роками:

Станом на 1 січня 2023 року в муніципалітеті офіційно проживало 126 іноземців з 9 країн, серед них 12 громадян країн Євросоюзу та 1 громадянин України.

## Сусідні муніципалітети
- Африко
- Бова
- Кондофурі
- Козолето
- Меліто-ді-Порто-Сальво
- Роккафорте-дель-Греко
- Сінополі